# Corbavie

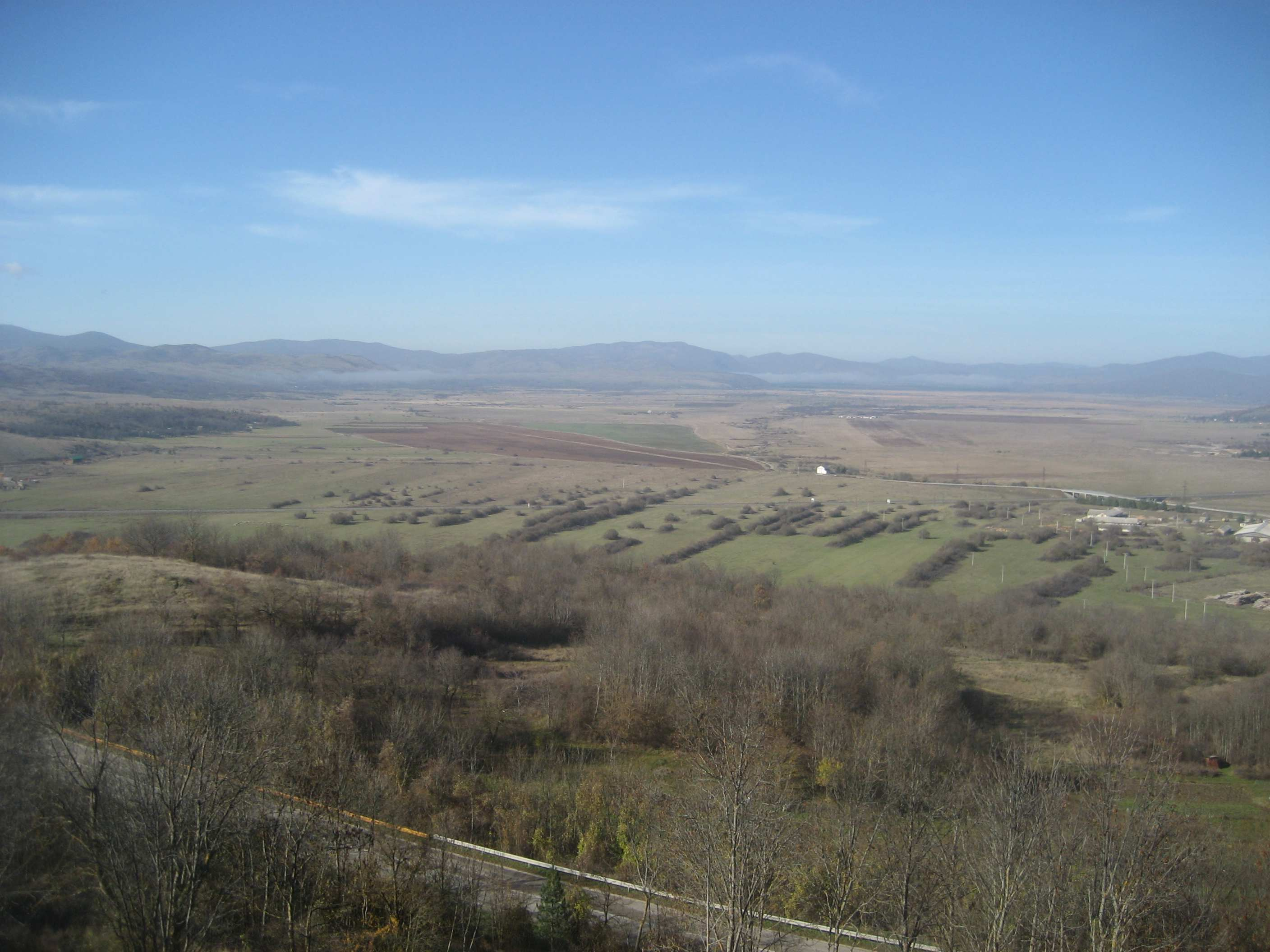
Campagne de la region de Corbavie

La Corbavie ou Krbava (latin: Corbavia), appelée parfois Carabania au XVIIe siècle, est une région montagneuse et karstique de Croatie. On considère qu'elle s'étend dans l'est de la région de Lika. La localité de Udbina est située au centre de cette région.
La région a été le théâtre de la  bataille de Corbavie (1493) qui vit la conquête d'une partie de la Croatie par l'Empire ottoman.